# 清真
清真（拉丁字母转写：ḥalāl 或 halal 或 halaal），阿拉伯语原意为“合法的”。在非穆斯林國家，「清真」指的是符合伊斯蘭教規條可食用的食物，與符合猶太教教規的食物有一些相似的地方（所以清真食品就是指符合伊斯蘭教教規的食物）；而在穆斯林（回教徒）佔多數的國家，（清真）不僅指可食之物，而是一套生活方式，言語、行為、衣著皆受約束。

## 词源
古代汉语中，“清真”一词常被道家用来表示“纯真朴素”、“幽静高洁”之意，如《世说新语·赏誉》：“山公举阮咸为吏部郎，目曰：“清真寡欲，万物不能移也。”《世说新语》:“太祖以清真而敬之。”唐朝李白就有过“圣代复元古，垂衣贵清真”的诗句，从元明时期开始，「清真」被用于描述清真寺和清真饮食。明清时期的中国伊斯兰教学者在介绍教义时，曾用“清净无染”、“真主原有独真，谓之清真”等语，称颂该教崇奉的真主。故称伊斯兰教为清真教，寺曰清真寺。清代以来，这一用法和概念已经得到系统阐述和普遍接受。
汉语中的「清真」对应的阿拉伯语为，原意为“合法的”，与哈拉姆（禁忌）相对。但汉语清真与阿拉伯语的词义的范围存在较大差别。在中国，清真多针对符合伊斯蘭教教法的饮食而言的，较少用于其他符合教规的衣着、住所、行为以及思想。

## 使用

### 清真食品

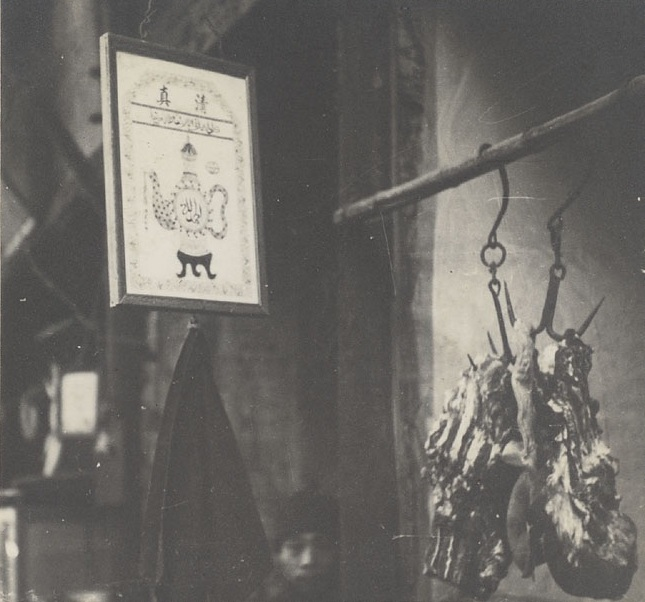
1935年中華民國湖北漢口市一回族肉店，招牌寫有「清真」兩字，代表符合伊斯蘭教教規的食物（「清真菜」）。

类似猶太教的规定，伊斯兰教的经典古兰经明确规定「禁止吃自死物、血液、豬肉以及誦非真主之名而宰殺的動物」，但是食用海裡的動物是合法的。而猛禽，猛獸，或雜食家畜及部分兩棲類（如青蛙）或爬蟲類（如龜、鱉）也是不可食用的。此外，酒也是被严格禁止的。

### 清真菜
清真菜肉食以牛、羊肉為主，有的也食用駱駝肉，名菜如烤全羊、涮羊肉、它似蜜等。

### 清真寺
清真寺是穆斯林群眾进行宗教活动的宗教场所。对于什么宗教场所可视作清真寺，遜尼派的伊斯兰教法学里有严格以及具体的要求，不符合规定的场所则称作musallah。伊斯兰教法规定，一旦某个场地被正式划定为清真寺，该场所将直到末日都作为清真寺用途，被非穆斯林摧毀或占用的情形是絕對不容許的。许多清真寺都有精致的圆顶、宣礼塔和礼拜殿，各有独特的建筑风格。

### 清真互联网
伊朗的国家局域网被称为“清真互联网”，不与外界连通。伊朗政府称，“清真互联网”不仅可以为用户节省成本，而且还有助于维护伊斯兰伦理和道德标准。
清真互联网的网络特点和中国不一样。
清真互联网是一种完全由伊朗政府控制的内联网，用户须由国家核准后才能和其它网络连通。如果说中国政府的防火长城是在长江入海口建了一座大坝使之与太平洋隔离的话，那么，伊朗政府的清真互联网相当于是在青藏高原挖了一个人工湖，完全不与太平洋（国际互联网）发生联系。也就是说，在这一系统内，连利用VPN翻墙也没可能。

## 清真認證
清真食品的標示與管理早在中国元明时期就已经存在。一般而言，清真標示或招牌都要经过當地的清真寺或伊斯兰协会等组织的認可才能使用。
有些國家或地区由於存在一定數目的穆斯林，因此推行食品、藥品及餐飲業認證制度供其辨認之。

## 争议
穆斯林在非穆斯林世界生活面對幾大難題：伊斯蘭教教規處理食物的餐廳及商店極其稀少；豬肉的食用及酒的飲用。事實上在飢饉危及生命的情形下，为了能活下来保住性命是可以吃不潔的非法食物的，穆斯林所說的「不潔之物」不僅指不合乎教規而訂定的食物，而還是指基於科學不衛生、不健康的食物。
《古蘭經》第五章第五節宣布有經者的食物合法。由此引申，如果沒有清真食物供應，符合猶太教教規的食物亦可食用。但實際上此種行為不被鼓勵。

## 外部連結
- 中国伊斯兰教协会 （页面存档备份，存于）
- 国际清真认证中国联络处 （页面存档备份，存于）深圳雅各之星实业有限公司